# Teufelsberg

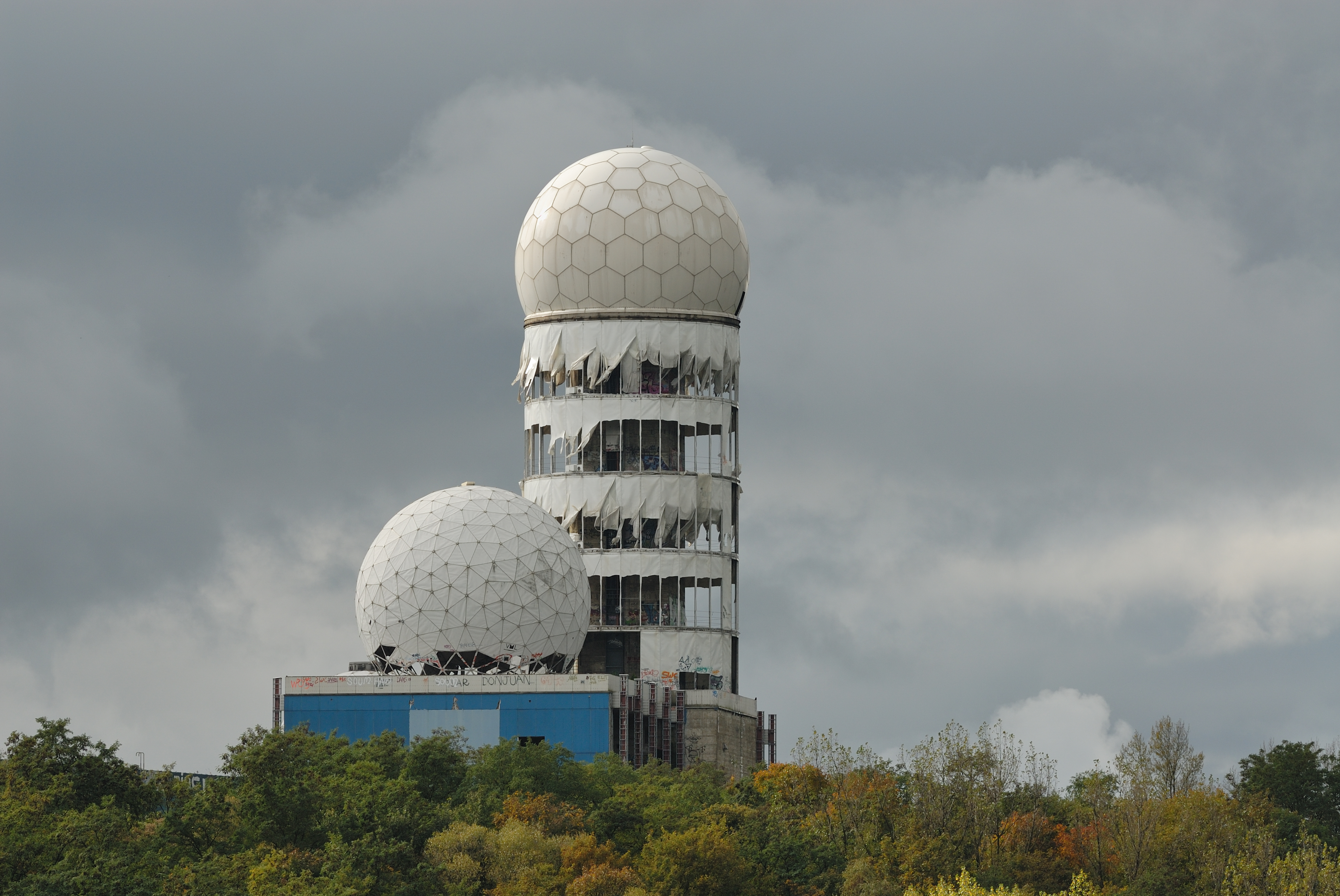
L'ancienne station de la NSA.

Le Teufelsberg /ˈtɔɪfəlsˌbɛʁk/  (« la montagne du diable » en allemand) est une colline artificielle (« Schuttberg ») de Berlin, Allemagne, dans l'ancien Berlin-Ouest (district de Charlottenburg-Wilmersdorf). Elle s'élève à 120 mètres et se trouve au nord de la forêt Grunewald de la ville. Son nom provient du lac du diable (Teufelssee) (de), un étang d'origine glaciaire d'environ deux hectares situé à proximité.

## Description
Le Teufelsberg a été érigée par les Alliés après la Seconde Guerre mondiale avec les gravats de Berlin pendant les vingt années de reconstruction de la ville. Le volume de gravats utilisés est estimé à 12 000 000 m3.
Les origines du Teufelsberg ne la rendent pas unique, étant donné qu'il existe un grand nombre de montagnes de gravats similaires en Allemagne et dans les autres villes affectées par la guerre en Europe. Ce qui la distingue des autres est ce qui est enterré dessous : une université militaire et technique nazie conçue par Albert Speer. Les Alliés ont essayé d'utiliser des explosifs pour détruire l'école, mais elle était si solidement construite que la couvrir de débris fut plus facile, .

## Utilisations

### Station d'espionnage

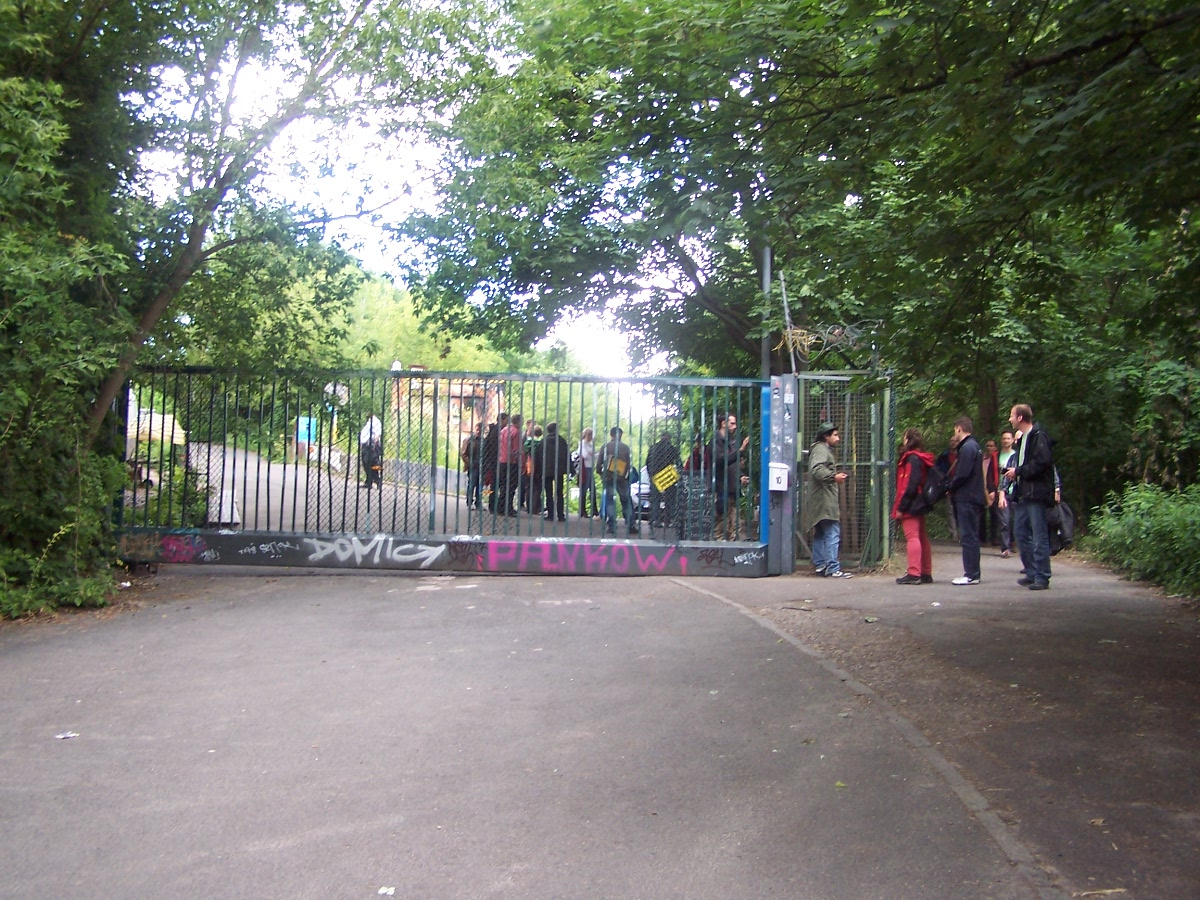
L'entrée en juin 2013 de l'ancienne base américaine au sommet du Teufelsberg, ouverte à la visite moyennant paiement.

La NSA a construit une de ses plus grandes stations sur le sommet de la colline. Elle était réputée faire partie du réseau mondial d'espionnage Echelon.
La station du Teufelsberg était chargée de l'écoute des signaux hertziens en provenance du bloc de l'Est, et en particulier de la RDA et de l'URSS. Toutes les gammes de fréquences étaient écoutées. Les techniciens d'écoute travaillaient dans des bureaux sans fenêtres, dotés 24 heures sur 24 de lumière artificielle et d'air conditionné. Les informations recueillies, généralement incompréhensibles pour les techniciens, étaient rassemblées en rapports d'écoute sur papier et faisaient l'objet d'une première analyse. Celles qui semblaient importantes partaient vers les États-Unis ou l'Angleterre, les autres étaient brûlées sur place. Le four alimenté par ces énormes quantités de papier permettait de chauffer toute une partie du bâtiment.
Au milieu des années 1980, à certains moments de l'année, la réception de signaux radio était meilleure. La raison fut trouvée : c'était la grande roue de la fête germano-américaine annuelle sur le Hüttenweg à Zehlendorf. Après cette découverte, la grande roue fut laissée sur place à la fin de la fête. Il y avait aussi des rumeurs selon lesquelles les Américains auraient creusé un tunnel dans les ruines, mais sans preuves. Il s'agissait peut-être d'un tunnel d'urgence[réf. nécessaire].
La station continua ses opérations jusqu'à la chute de la RDA et du mur de Berlin mais, après cela, la station a été fermée et le matériel enlevé. Les bâtiments et les dômes de radar sont encore là.

### Station de ski
Dans les années 1960, une petite station de ski a été installée sur les pentes de la colline mais à la demande du gouvernement américain, les télésièges ont été enlevés parce qu'ils dérangeaient les signaux .

### Tentatives de rachat
Dans les années 1990, alors que Berlin avait subi une croissance économique après la réunification allemande, un groupe d'investisseurs a acheté la colline à la ville et a commencé à y bâtir des hôtels et des immeubles ; il prévoyait de garder la station de la NSA pour en faire un musée de l'espionnage. Le projet Teufelsberg n'a pas abouti et, au début des années 2000, la ville a pensé racheter la colline. Il semblerait que le site ait été victime de vandalisme depuis l'abandon du projet[réf. nécessaire].
En 2007, la Fondation David Lynch a tenté de faciliter l'acquisition d'un terrain sur la colline au profit du mouvement de Méditation transcendantale afin d'y bâtir une « université invincible ». David Lynch a lui-même participé à une cérémonie de pose de la première pierre sans l'accord des autorités locales qui ont déclaré qu'elles n'autoriseraient certainement pas la construction de cette université,.
Selon le metteur en scène allemand David Sieveking qui a réalisé un film sur David Lynch et le mouvement de Méditation transcendantale, le projet de rachat n'est pas réaliste car il y a une hypothèque de 30 millions d'euros sur cette colline qui reviendra à l'acquéreur comme une dette à régler. En effet, la ruine coûterait 2 millions d'euros à détruire ; de plus, le lieu est également une forêt protégée, ce qui interdit de facto la construction d'une université.